# Tianqi

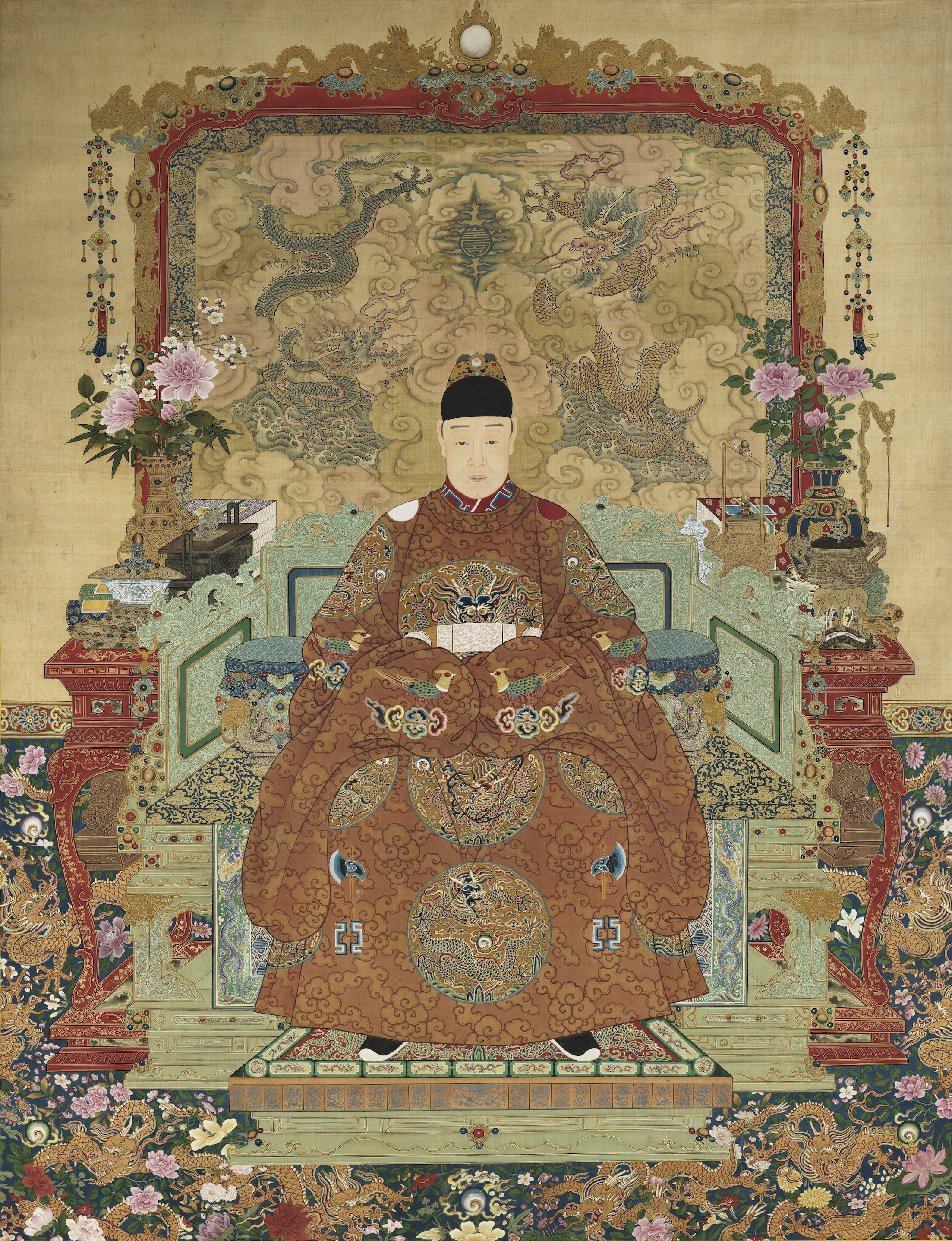
Kaiser Tianqi

Tianqi 天啓 (* 23. Dezember 1605; † 30. September 1627), Geburtsname: Zhu Youjiao 朱由校, Tempelname: Xizong 熹宗, war der fünfzehnte chinesische Kaiser der Ming-Dynastie. Er war der älteste Sohn des Kaisers Taichang und der Konkubine Xiaohe. Tianqi regierte von 1620 bis 1627 über China.

## Leben
Der Tianqi-Kaiser bestieg mit vierzehn Jahren den Thron und erbte von seinem Vater Taichang und seinem Großvater Wanli, vor allem wegen des schlechten Regierungsstils des Letzteren, ein Reich mit ruinierten Staatsfinanzen und einer gelähmten Bürokratie. China hätte dringende Reformen nötig gehabt, doch Tianqi war die nur denkbar schlechteste Besetzung für das Amt des Himmelssohnes. Er war völlig ungebildet und zeigte keinerlei Interesse für Politik oder die Nöte der Menschen. Vermutlich litt er an einer Lernbehinderung.
Am meisten traute er dem Eunuchen Wei Zhongxian, dem ehemaligen Diener seiner Amme, der Dame Ke. Der Eunuch Wei war während Wanlis Amtszeit zu großem Einfluss gekommen, übte praktisch die Macht im Staate aus und errichtete von 1624 bis 1627 ein Terrorregime innerhalb des Palastes. Wei ernannte seine Vertrauten zu Ministern und bereicherte sich ungeschoren an den versiegenden Staatseinnahmen. Die Mitglieder der reformfreundlichen Dongling-Gesellschaft ließ er ab 1625 mit Hilfe seiner Geheimpolizei umbringen. Die Dame Ke sicherte ihren Einfluss auf den Kaiser und die Staatsgeschäfte, indem sie alle übrigen Hofdamen aus dem Harem Tianqis entfernen, einsperren und schließlich verhungern ließ.
Kaiser Tianqi lebte zurückgezogen und kümmerte sich weder um die Probleme in seiner unmittelbaren Umgebung noch um die Katastrophen außerhalb der Hauptstadt Peking. Stattdessen beschäftigte er sich lieber mit der Holzbearbeitung, was ihm beim Volk den Spottnamen „Kaiserlicher Zimmermann“ einbrachte. Schließlich ordnete Tianqi sogar an, Wei genauso wie Konfuzius zu verehren. Er hatte auch wahrscheinlich nichts dagegen, selbst bei den Frühlings- und Herbstopfern vor der Statue Weis niederzuknien und dreimal mit der Stirn den Boden zu berühren.
Unter Tianqi wurde das Ansehen der Ming durch die anhaltende Untätigkeit des Kaisers sowohl innenpolitisch als auch außenpolitisch massiv beschädigt: 
Die Wirtschaft stagnierte, und die Bürokratie war in weiten Teilen handlungsunfähig, was um 1627 zu lang anhaltenden Bauernaufständen führte. Von 1621 bis 1629 kam es zu Eingeborenenaufständen in den Randgebieten der Provinzen Sichuans, Guizhous und Yunnans unter dem Kommando von She Chongming. In der Provinz Shandong kam 1622 es zur Erhebung der Geheimgesellschaft Weißer Lotus.
Außenpolitisch wurde das Reich von den Mandschu unter Nurhaci und nach dessen Tod am 30. September 1626 unter seinem achten Sohn Huang Taiji bedrängt. Diese beiden Herrscher hatten bereits große Teile der Mandschurei erobert, 1621 Shenyang (Mukden) und Liaoyang eingenommen, und es gelang den unterversorgten Ming-Truppen nicht, deren Armeen zu besiegen (ausgenommen in der Schlacht bei Ningyuan).  1627 griffen die Mandschu Chinas wichtigsten Vasallenstaat Korea an, den sie 1638 ganz erobern sollten. All dies weckte bei vielen Untertanen tiefe Unzufriedenheit und führte zu der Überzeugung, dass die Ming nicht mehr in der Lage waren China zu regieren und dass sie das Mandat des Himmels verloren hätten.
Kaiser Tianqi starb 1627 mit nicht ganz 22 Jahren. Wei Zhongxian und die Dame Ke wurden entmachtet und Wei in den Selbstmord getrieben. Weil die Söhne des Kaisers noch zu Lebzeiten des Vaters gestorben waren, versuchten Palastintriganten ihm noch postum einen Erben unterzuschieben. Als Sieger ging sein jüngerer Bruder Zhu Youjian daraus hervor und bestieg unter der Devise Chongzhen den Drachenthron.